# The Naked City
The Naked City (bra: Cidade Nua; prt: Nos Bastidores de Nova Iorque) é um filme norte-americano de 1948, do gênero policial, dirigido por Jules Dassin e estrelado por Barry Fitzgerald e Howard Duff.